# Руанский фарфор
«Руанский фарфор» (фр. Porcelaine de Rouen — марка французского мягкого фарфора, изготовлявшегося в городе Руан в Нормандии в течение короткого периода с 1673 по 1696 год. Это был самый ранний французский фарфор, который, однако, не производился на коммерческой основе. До наших дней сохранилось только девять предметов.
Город Руан с 1540-х годов, наряду с Невером, Марселем, Мутье и Страсбургом был одним из центров производства фаянса — посуды из обожжённой глины с покрытием белой оловянной глазурью. Наиболее известными производителями такой посуды в городе были потомственные мастера, члены семьи Потера́.

## Семья мастеров Потера
Основателем фаянсовой, позднее фарфоровой, фабрики в Руане в 1644 году был Эдм Потера́ (1612—1687). После смерти Эдма Потера семейное дело продолжала его вдова, затем младший сын Мишель (? — 1721). Старший сын: Луи Потера (1641—1696) в 1673 году основал в Руане собственную фабрику, где разработал характерный для знаменитых руанских фаянсов тип «лучистого» декора (фр. Lа style rayonnant). Позднее он основал отдельную мануфактуру по производству фарфора. В 1720 году мастер живописной миниатюры по эмали Николя Фуке (1686—1742; тёзка знаменитого суперинтенданта финансов Франции) выкупил основную долю мануфактуры Потера.

## История производства мягкого фарфора в Руане
В 1644 году Николя Пуарель, сеньор Грандваля, получил королевскую монополию на производство фаянса в Руане в течение пятидесяти лет. В 1647 году по договоренности с Пуарелем производство возглавил Эдм Потера́. Три сохранившихся предмета, датированные 1647 годом, довольно просто расписаны синим кобальтом по белой оловянной глазури, а также жёлтым и зелёным.
В 1663 году Жан-Батист Кольбер, недавно назначенный министром финансов короля Людовика XIV, отметил, что фаянсовое производство Руана следует защищать и поощрять, и отправлять образцы на утверждение королю. К 1670 году Потера получил часть крупных и престижных заказов для несохранившегося фарфорового Трианона Людовика XIV в Версале. В 1674 году Потера выкупил монополию у Пуаре.
В XVII веке европейский фарфор ещё не был открыт и мастера не знали в точности компонентов и технологии его производства, хотя зависть к мастерам китайского фарфора, продукция которых экспортировалась в Европу, была велика. Для создания настоящего фарфора нужна чистая белая глина — каолин, полевой шпат и кварц, которые после соответствующей обработки и обжига при высокой температуре: около 900—1000° С создают звонкий и полупрозрачный в тонких слоях «остеклованный» (в отличие от фаянса и полуфаянса) «черепок» (профессиональный термин, обозначающий неглазурованную обожжённую массу).
Заменитель настоящего твёрдого фарфора называли «мягким тестом» (фр. pâte tendre), или «фриттовым фарфором» (нем. Frittenporzellan, от (итал. fritta — месиво, смесь). Он разнообразен по химическому составу и состоит из 25—40 % каолина, 45 % кварца и 30 % полевого шпата. Температура обжига не превышает 1300—1350 °C. Мягкий фарфор используется преимущественно для изготовления художественных изделий. На Севрской фарфоровой мануфактуре в XVIII веке использовали мягкий фарфор (без каолина), состоящий из кварцевого песка, селитры, поваренной соли (в ней присутствует натрий), соды, квасцов и гипса. Такая масса имеет низкую температуру плавления, по составу она близка стеклу. Прибавление гипса или мела в отношении 3:1 придавало ей белый цвет, напоминающий настоящий фарфор.
Впервые мягкий фарфор в 1575 году стали вырабатывать во Флоренции на мануфактуре, устроенной повелением великого герцога тосканского Франческо I Медичи, отсюда название «фарфор Медичи», или «медицейский фарфор». Сохранилось около шестидесяти экземпляров фарфора Медичи, находящихся в музейных коллекциях по всему миру. Изделия «медицейского фарфора» характерны подглазурной росписью синим кобальтом по белому фону, иногда с добавлением фиолетовой краски и позолоты. Они непрактичны, поскольку легко царапаются ножом (отсюда, отчасти, название).
Мягкий фарфор, несмотря на многие недостатки, долгое время был заменителем настоящего фарфора как в Англии, так и во Франции. Такой фарфор производился до 1800 года в обеих странах. Ведущая французская Севрская фарфоровая мануфактура продолжала выпускать оба типа до 1804 года.

## Художественные изделия мягкого фарфора Руана
В то время все были заинтересованы в европейском фарфоровом производстве. Однако это было достигнуто лишь много десятилетий спустя в 1750-е годы с совершенствованием майсенского фарфора в Саксонии. Руанский мягкий фарфор, по-видимому, был самостоятельно изобретён Эдмом Потера. Руанский фарфор стал первым мягким фарфором во Франции, но сохранилось лишь девять образцов посуды из мягкой пасты, которые приписывают руанским мастерским. Руанские изделия трудно отличимы от схожих, но более поздних, изделий мануфактуры в Сен-Клу. Ни один из образцов руанского фарфора не имеет марок и дат, единственным доказательством является герб нормандского адвоката Аслена де Вилькьера на горчичном горшке, находящемся в музее Севрской мануфактуры.
Изделия руанского фарфора (как и китайского бело-голубого фарфора) украшены подглазурной росписью синим кобальтом. В большинстве случаев белый фон оловянной глазури имеет лёгкий серо-зелёноватый оттенок.
Точных, документально зарегистрированных дат производства не существует, королевский патент 1673 года принимается как самая ранняя возможная дата; предполагается, что производство руанского фарфора прекратилось после смерти Луи Потера в 1696 году.
Руанские изделия приобрели известность под названием «французский фарфор» вслед за созданием в 1664 году Французской Ост-Индской компании и последующим ввозом китайских изделий. Руанские изделия были лёгкими, более лёгкими, чем любой другой французской марки, кроме севрского фарфора, но с меньшим глазурным блеском, чем фарфор Сен-Клу. В отличие от Сен-Клу, руанский фарфор производился в небольших масштабах и не был коммерчески жизнеспособным. Когда в 1702 году владельцам мануфактуры в Сен-Клу был выдан следующий королевский патент, было отмечено, что фабрика в Руане «не сделала ничего, кроме как раскрыла секрет, и не довела его до того совершенства, как это сделали данные заявители».

## Галерея
- Цветочный горшок. Метрополитен-музей, Нью-Йорк
- Горшок с гербом Аслена де Вилькьера. Национальный музей керамики, Севр
- Две бутыли. Национальный музей керамики, Севр
- Бутыль с росписью «шинуазри». Национальный музей керамики, Севр